# Arnaud Léonard
 (février 2017).
Si vous disposez d'ouvrages ou d'articles de référence ou si vous connaissez des sites web de qualité traitant du thème abordé ici, merci de compléter l'article en donnant les références utiles à sa vérifiabilité et en les liant à la section « Notes et références ».
Arnaud Léonard, né le 26 décembre 1975, est un acteur et chanteur belge.
Formé au Conservatoire royal de Bruxelles, il en sort diplômé en interprétation poétique et en art dramatique. Il a obtenu la Médaille du gouvernement belge en violon. Après avoir pris ses marques dans le doublage, il est resté trois ans à l'affiche de la comédie musicale Le Roi lion dans le rôle de Pumbaa. Il exerce désormais le doublage en France.

## Biographie

### Carrière
Son expérience professionnelle commence dès 1987 avec un spectacle en plein air, Le Jeu de Lavaux, au château de Lavaux-Sainte-Anne.
Il joue pendant des années dans Le Roi Lion au Théâtre Mogador à Paris. Le Roi Lion a passé en 2010 le cap de 1 million de spectateurs. Il a également occupé le rôle de Yvan dans la série Plus belle la vie. Il a joué en 2010 et 2011 dans le spectacle musical Il était une fois Joe Dassin au Grand-Rex à Paris.

## Théâtre
(liste non exhaustive)
- 1992 : Athalie de Racine, mise en scène de Frédéric Dussenne, rôle de figurant
- 1994 : Faust de Goethe, mise en scène de Daniel Scahaise
- 1995 : Hamlet de Shakespeare, mise en scène de Dominique Haumont, rôle de figurant
- 1997 : Les Trois Mousquetaires de Dumas, mise en scène de Daniel Scahaise
- 1999 : Othello de Shakespeare, mise en scène de Sébastien Miesse, rôle d'Iago
- 2000 : Tartuffe ou l'Imposteur de Molière, rôle de Damis
- 2001 : Cyrano de Bergerac et La Fugue du Petit Poucet
- 2002 : Les Caprices de Marianne de Musset
- 2003 : Le Roi Cerf de Gozzi et Les Fourberies de Scapin de Molière
- 2004 : Fracasse et La Prose du transsibérien
- 2005 : Ruy Blas de Victor Hugo
- 2006 : Le Fantôme de l'Opéra et Émilie Jolie
- 2007 : Le Roi lion, rôle de Pumbaa
- 2010 : Il était une fois Joe Dassin mise en scène de Christophe Barratier[2],[3]
- 2016 : Oliver Twist, Le Musical mise en scène de Ladislas Chollat

## Musique
Arnaud Léonard a incarné le personnage de Tubass au sein du groupe The Voca People.
En 2018, on le retrouve avec huit autres artistes dans le groupe « Les Nouveaux Compagnons » qui reprend des classiques de la chanson française dans l'album intitulé Qu'est-ce qu'on attend pour être heureux ? .
Il possède une chaîne Youtube sur laquelle il a notamment posté des reprises a cappella de Kaamelott.

## Télévision
2009 : Yvan Bilquis dans les saisons 5 et 6 de Plus belle la vie sur France 3,.

## Doublage

### Cinéma

#### Films
- Paddy Considine dans :
  - The Last Girl : Celle qui a tous les dons (2016) : le sergent Eddie Parks
  - Deep Cover (2025) : Fly
- 2001 : Rock Star : Chris « Izzy » Cole (Mark Wahlberg)
- 2003 : Old Boy : Lee Woo-Jin (Yu Ji-tae)
- 2003 : Ned Kelly : Ned Kelly (Heath Ledger)
- 2007 : Primeval : Steven Johnson (Orlando Jones)
- 2010 : La Guerre des pères : Brad Boyd (Forest Whitaker)
- 2015 : Jet Lag : Dan Trunkman (Vince Vaughn)
- 2015 : The Program : David Walsh (Chris O'Dowd)
- 2017 : La Belle et la Bête : Monsieur D'Arque (Adrian Schiller)
- 2017 : Logan Lucky : Clyde Logan (Adam Driver)
- 2022 : Honor Society : Marvin Rose (Michael P. Northey)
- 2023 : The Tutor (en) : Ethan (Garrett Hedlund)
- 2023 : The Marvels : ? (?)
- 2023 : Thanksgiving : La Semaine de l'horreur : ? (?)
- 2025 : Blanche-Neige : Dormeur (Andy Grotelueschen) (voix)
- 2025 : Materialists : ? (?)
- 2025 : The Pickup : Banner (Jack Kesy)

#### Films d'animation
- 2007 : La Reine Soleil : Akhenaton (création de voix)
- 2008 : One Piece, épisode de Chopper : Musshul
- 2012 : Les Mondes de Ralph : Aigre Bill
- 2014 : Astérix : Le Domaine des dieux : Assurancetourix (création de voix)
- 2014 : Les Sept Nains (de) : Ronchon
- 2016 : One Piece: Gold : Gild Tesoro
- 2016[n 1] : Yu-Gi-Oh! The Dark Side of Dimensions : Isono et Salomon Mutō
- 2017 : Drôles de petites bêtes : le général Krypton (création de voix)
- 2018 : Astérix : Le Secret de la potion magique : Assurancetourix (création de voix)
- 2018 : Ralph 2.0 : Aigre Bill
- 2019 : Playmobil, le film : Sven
- 2021 : Raya et le Dernier Dragon : Wahn
- 2021 : Encanto : La Fantastique Famille Madrigal : chœurs des chansons
- 2021 : Retour au bercail : Doug[n 2]
- 2022 : Avalonia, l'étrange voyage : chants
- 2023 : Ruby, l'ado Kraken : Arthur Gillman[n 3]
- 2024 : My Hero Academia: You're Next : Dark Might

### Télévision

#### Téléfilm
- 2022 : Mon miracle de Noël : Jamie (Mark Humphrey (en))
- 2023 : Coup de foudre pour le fils du père Noël : ? (?)

#### Séries télévisées
- Alberto Ammann dans :
  - La nuit sera longue (2022) : Hugo Roca (mini-série)
  - Faute de preuves (2025) : Leo Mercer (mini-série)

- Garrett Hedlund dans :
  - Tulsa King (depuis 2022) : Mitch Keller
  - Lawmen : L'Histoire de Bass Reeves (2023) : Garrett Montgomery (mini-série)

- 1983[n 4] : Fraggle Rock : voix additionnelles
- 1996-2000 : Malcolm & Eddie (en) : Malcolm McGee (Malcolm-Jamal Warner) (89 épisodes)
- 1999-2002 : BeastMaster, le dernier des survivants : le roi Zad (Steven Grives) (32 épisodes)
- 2002-2006 : Ultimate Force : le sergent Henry « Henno » Garvie (Ross Kemp) (21 épisodes)
- 2002-2006 : Les Secrets de Blake Holsey
- 2015-2019 : Killjoys : Fancy Lee (Sean Baek) (25 épisodes)
- 2019 : Mom : Mike (Larry Joe Campbell) (3 épisodes)
- 2020 : Sneaker Addicts (en) : Terry (Jay Seals (en)) (4 épisodes)
- 2020 : Coup pour coup (es) : ? (?) (mini-série)
- depuis 2020 : Love & Anarchy : Johan Rydman (Johannes Bah Kuhnke)
- 2021 : Hawkeye : Jacques Duquesne (Tony Dalton) (mini-série)
- 2021 : Betty : Jay (Matthew Rauch) (saison 2)
- 2021 : Joe Pickett (en) : ? (?)
- depuis 2021 : Mayor of Kingstown : Joseph le Russe (George Tchortov (de))
- depuis 2021 : All American : Kenny Boone (Mustafa Speaks)
- 2022 : The Staircase : Jim Hardin (Cullen Moss) (mini-série)
- 2022 : Dead to Me : Glenn Moranis (Garret Dillahunt) (saison 3)
- 2022 : Santo (es) : Losada (Manuel Sánchez Ramos) (épisodes 4 et 5)
- 2022 : Bargain : Le Prix à payer (en) : Hee-sook (Park Hyung-soo) (mini-série)
- 2022-2023 : La Défense Lincoln : Russell Lawson (David Clayton Rogers (en)) (3 épisodes)
- 2023 : Dolores Roach (en) : Hector (Jimmy Alvarez)
- 2024 : Knuckles : le démon de feu [Qui ?] (voix, mini-série)
- 2024 : Citadel : Diana : Matteo Spadaro (Daniele Paoloni)
- 2025 : Tracker : le père Ammon Pruitt (Sean Bridgers) (saison 2, épisode 16)

#### Séries d'animation
(octobre 2023).
- Code Lyoko : Franz Hopper
- Cyborg 009
- Détective Conan : M. Ogino (S1E07), Kubota (S01E08) et Ginzô Nakamori
- Keroro, mission Titar : Giroro
- La cuisine est un jeu d'enfants : Michel, le chef cuisinier
- Mes parrains sont magiques : Docteur Bender, Norm le génie
- Mon copain de classe est un singe : Directeur Pixiefrog
- One Piece : Brook (1re voix, épisodes 337 à 739), Haguar D.Sauro, Jabura et Caribou
- Reideen the Superior : Specter (épisodes 19-20)
- Saint Seiya (série Hadès) : Shion
- Alien Bazar : le capitaine Baleine
- Samurai 7 : Shimada Kambei Kateva
- Shin Hokuto no Ken : Kenshirô
- Les Tortues Ninja : Dr Baxter Stockman
- Winx Club : Helia (saisons 2 et 3)
- Yu-Gi-Oh ! : Maximilien Pegasus, Salomon Muto
- Yu-Gi-Oh! GX : Maximilien Pegasus, Salomon Muto
- 2003 : Astro Boy 2003 : Torn (épisode 28)
- 2016-2021 : Ben 10 : Kevin Levin et Billy Billions
- 2018-2019 : La Garde du Roi lion : Shujaa
- 2019-2021 : Bless the Harts (en) : ?
- 2019-2021 : Axel et les Power Players : Galiléo, Pyrant, Dynamo, Dr Nautilus et Glaciateur
- 2020 : Central Park : ?
- 2020-2021 : Ollie et le Monstrosac : ?
- 2021 : Tara Duncan : Magister
- 2022 : JoJo's Bizarre Adventure : Stone Ocean : Viviano Westwood
- 2022 : Détective Conan : Apprenti Criminel : Ginzo Nakamori
- 2022 : Big Tree City : Major Hérisson
- 2023 : The Eminence in Shadow : voix additionnelles
- 2024 : Hazbin Hotel : Vox
- 2024 : Good Times (en) : Wyatt
- 2024 : Tomb Raider : La Légende de Lara Croft : Charles Devereaux
- 2024 : Le Prince des dragons : Ethari
- 2025 : Votre fidèle serviteur Spider-Man : Mikhail Sytsevich[n 5]

### Jeux vidéo
- 2015 : Tom Clancy's Rainbow Six: Siege : Jäger
- 2016 : Final Fantasy XV : Ardyn Izunia
- 2017 : Lego Marvel Super Heroes 2 : voix additionnelles
- 2017 : La Terre du Milieu : L'Ombre de la guerre : voix additionnelles
- 2019 : Borderlands 3 : Chef Frank
- 2020 : Final Fantasy VII Remake : voix additionnelles
- 2020 : Assassin's Creed Valhalla : Guthorm le Sage et voix additionnelles
- 2020 : Marvel's Spider-Man: Miles Morales : Aaron Davis / Le Rôdeur
- 2021 : Cookie Run: Kingdom : Cookie Fruit du Dragon
- 2021[9] : It Takes Two  : Chef écureuil
- 2022 : Dying Light 2 Stay Human : voix additionnelles
- 2023 : Advance Wars 1+2: Re-Boot Camp : ?
- 2023 : Fitness Boxing: Fist of the North Star : Kenshiro
- 2023 : Star Wars Jedi: Survivor : Gulu
- 2023 : Final Fantasy XVI : ?
- 2023 : Starfield : ?
- 2023 : Alan Wake 2 : Ilmo et Jaako Koskela
- 2023 : Marvel's Spider-Man 2 : Aaron Davis
- 2024 : Apollo Justice: Ace Attorney Trilogy : Inspecteur Justin Brillant, Lenny Mattyk/Joker le Magnifique
- 2024 : Final Fantasy VII Rebirth : voix additionnelles
- 2024 : Sonic X Shadow Generations (en) : Mephiles
- 2025 : Assassin's Creed Shadows :  Kojirō
- 2025 : Space Adventure Cobra - The Awakening : Zahora, le colonel Schultz et le drone robot

## Divers
Arnaud Léonard donne des cours d'expression orale à l'IHECS et enregistre des dramatiques radio et post-synchros pour la RTBF.